# Buell Motorcycle Company
La Buell Motorcycle Company è stata una casa motociclistica statunitense con sede a East Troy, Wisconsin.
Dal 1998 la Buell Motorcycle Company è stata di proprietà della Harley-Davidson Motor Company fino alla chiusura, avvenuta nel 2009, successivamente nacque la Erik Buell Racing, sempre guidata da Erik Buell.

## Storia
La ditta è stata fondata nel 1987 da Erik Buell (ex ingegnere Harley) e altri 11 collaboratori a Mukwonago, Wisconsin. 
Nel 1990 la società, a causa dello scarso successo commerciale, si trovava in difficoltà finanziarie e pertanto intervenne la stessa Harley Davidson: la proprietà venne quindi ripartita tra la Casa motociclistica, che deteneva il 51 per cento del pacchetto azionario ed Erik Buell che deteneva il restante 49 per cento (in pratica la Buell era entrata a far parte della Harley-Davidson).
Le prime moto realizzate dalla Casa montavano il motore da 1.000 cm³ della serie Sportster. Questo motore veniva montato in un telaio dal progetto radicale che tra l'altro comprendeva un sistema di sospensioni non convenzionale. La ciclistica unica e discreta potenza del motore Harley rendevano questi mezzi dei pezzi unici sul mercato, sebbene meno potenti e più costosi delle moto della stessa classe prodotte dalle Case giapponesi.

## Caratteristiche
A distinguere la Buell dalle altre moto sportive è la filosofia costruttiva di una moto che dia il massimo piacere a chi la guida indipendentemente dal grado di abilità. In particolare si distingue esonerandosi dalla ricerca della prestazione assoluta ricercata con assiduità dagli altri costruttori.
Tutto ciò si riassume in quella che lo stesso Buell definisce come la trilogia della tecnologia e cioè masse centrate, peso minimo delle masse non sospese (tutto ciò che sulla moto è a contatto con il terreno, come le ruote) e telaio torsionalmente rigido. Altre innovazioni introdotte su queste moto sono l'utilizzazione delle parti cave del telaio e del forcellone come serbatoi per il carburante (telaio) e per l'olio motore (forcellone).
Queste caratteristiche aiutano a realizzare una motocicletta sportiva più agile e pulita e che concentra la tecnologia a favore del feeling di guida piuttosto che in altre parti come per esempio il motore (raffreddato ad aria, 2 valvole in testa, distribuzione ad aste e bilancieri e corsa lunga).

## Modelli

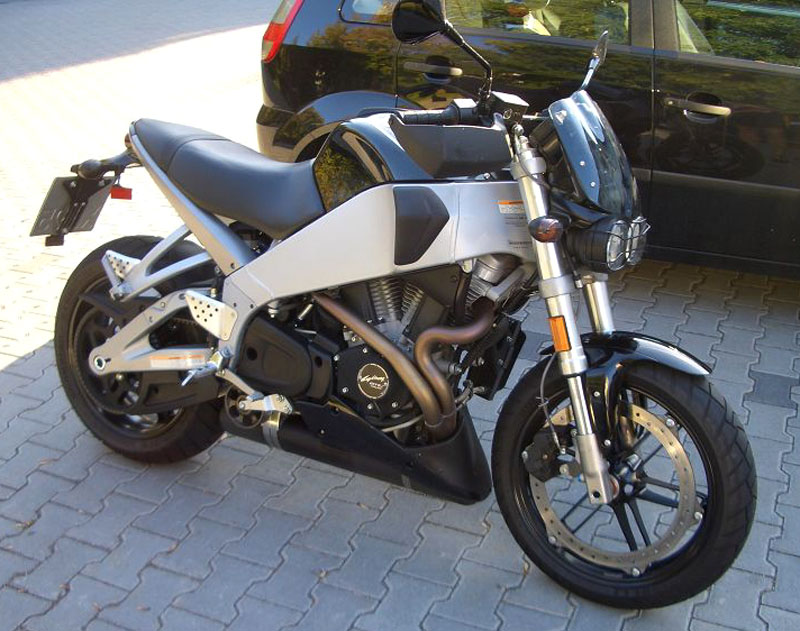
Buell Lightning XB9SX

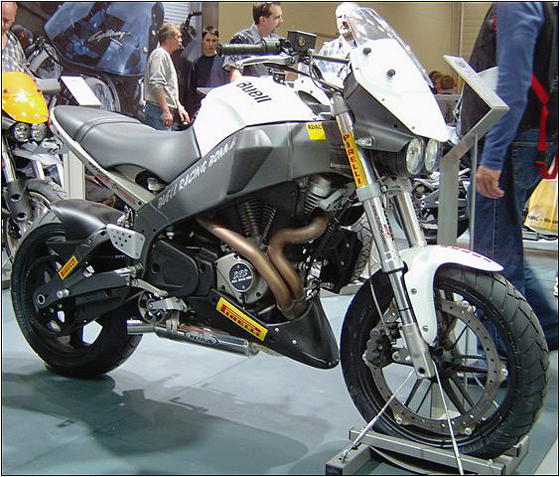
Buell Ulysses Racing

Ad esclusione dei primissimi modelli utilizzati dallo stesso Erik Buell per correre nelle gare americane tra la fine degli anni '70 e i primi anni '80, tutte le Buell sono state equipaggiate con il classico motore V2 a quattro tempi della serie Sportster Harley-Davidson. Inizialmente questi motori erano strettamente derivati dal 1.000 cm³ che all'epoca equipaggiava la XR 1000. Con la fine della produzione di questo propulsore da parte della Casa americana venne adottata l'unità da 1.203 cm³ della stessa serie sensibilmente modificata, che nelle versioni più spinte raggiunge una potenza di circa un centinaio di cavalli mentre le equivalenti versioni montate sulle Harley non superavano i 60.
Nel 1996 e nel 1998 il motore venne migliorato montandovi parti progettate dallo stesso Buell. 
Nel 2003 Buell introdusse un motore completamente nuovo e molto efficiente tanto da soddisfare, fino al 2006, le normative sulle emissioni.

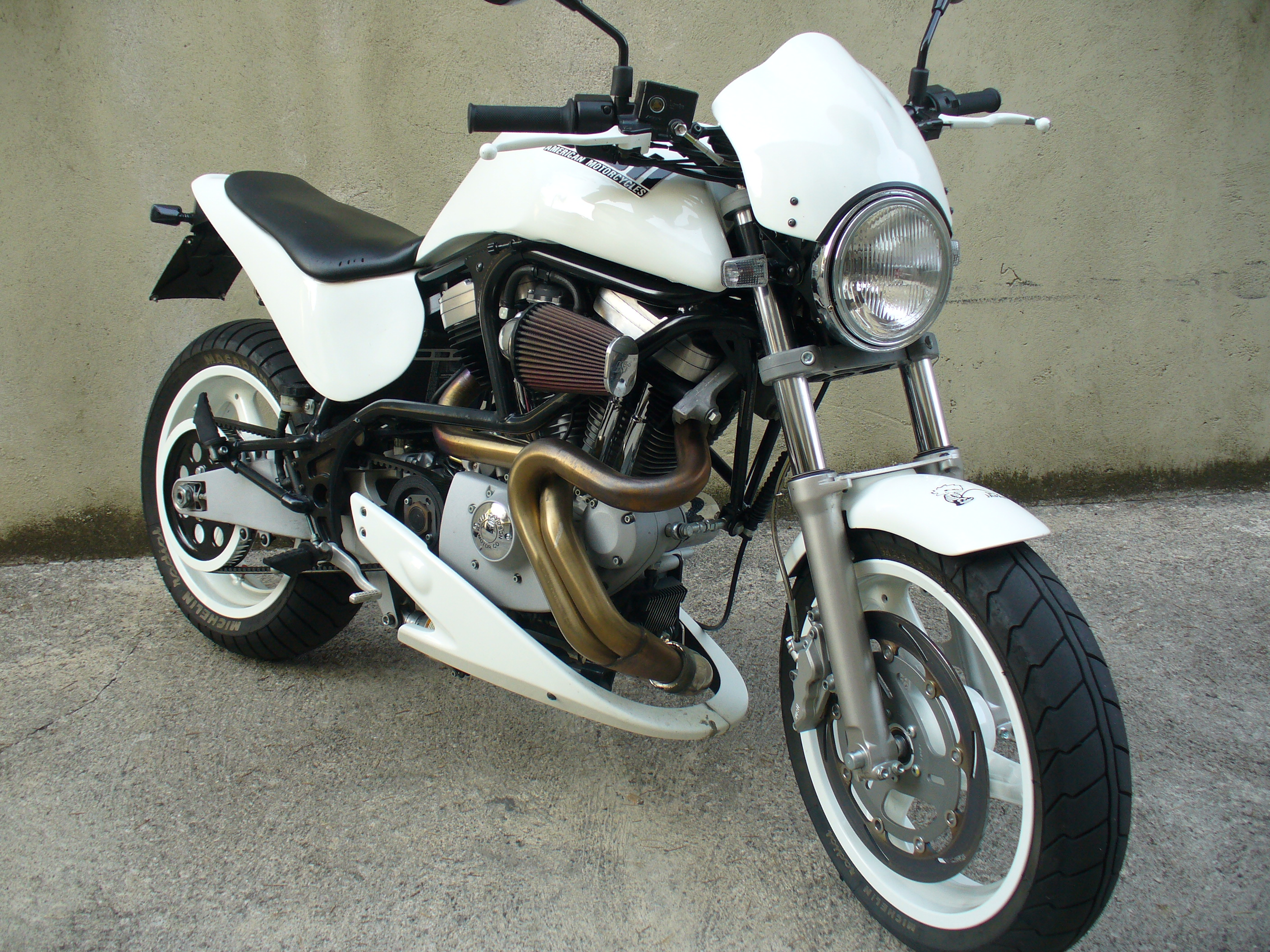
Buell M2 Cyclone

La prima moto prodotta dalla Buell fu la RR1000 che adottava il motore della XR1000, una moto sportiva prodotta dalla Harley. La RR risultò più veloce e leggera della moto di serie tanto che finì per sostituirla, a questa seguì (1989) la RR1200 che montava un motore più moderno mentre nel 1990 venne presentata la RS1200.
Su questa moto la ciclistica era stata rivisitata e la moto si prestava ad un utilizzo più pratico, per esempio era dotata di sella biposto e non più della sola sella monoposto delle moto precedenti, seguirono poi la S2 e la S2T Thunderbolt.
Fu poi il momento della S1 Lightning, della M2 Cyclone, della S3 e S3T Thunderbolt per finire con la X1 Lightning. Il modello Blast è l'unico della gamma a montare un motore di 492 cm³ monocilindrico da 34 hp (25 kW). La Firebolt XB12R, con motore da 1.203 cm³ è invece la moto più potente insieme alla Lightning XB12S, il cui motore sviluppa una potenza di 103 hp (77 kW).
Da notare che negli ultimi tempi alcune Buell (modelli 1125R e 1125CR) montavano un motore di 1.125 cm³ di derivazione Rotax denominato Helicon (unico propulsore non HD ad essere mai stato utilizzato dalla Buell).

## Gamma
Al momento della chiusura erano presenti sul catalogo ufficiale italiano i seguenti modelli:
- Lightning XB12Scg
  - Motore V2 a 45° da 1.203 cc
  - Potenza 94  CV (69 kW)
- Lightning Long XB12Ss
  - Motore V2 a 45° da 1.203 cc
  - Potenza 94  CV (69 kW)
- Lightning City X XB12SX
  - Motore V2 a 45° da 1.203 cc
  - Potenza 94  CV (69 kW)
- Lightning City X XB9SX
  - Motore V2 a 45° da 984 cc
  - Potenza 86  CV (63 kW)
- Ulysses XB12X
  - Motore V2 a 45° da 1.203 cc
  - Potenza 94  CV (69 kW)
- Ulysses XB12XT
  - Motore V2 a 45° da 1.203 cc
  - Potenza 94  CV (69 kW)
- 1125R
  - Motore V2 a 72° da 1.125 cc
  - Potenza 146  CV (109 kW)
- 1125CR
  - Motore V2 a 72° da 1.125 cc
  - Potenza 146  CV (109 kW)